# Alpenrhein
Alpenrhein er en del af Rhinen, som ved Tamins-Reichenau løber Vorderrhein og Hinterrhein sammen til Alpenrhein. Denne del af Rhinen er 90 km lang og falder 203 højdemeter fra 599 til 396 meter over havet. Den løber østover forbi Chur, som er hovedby for kanton Graubünden, og videre mod nord, hvor den danner grænseflod med først Liechtenstein og dernæst Østrig, før den til sidst løber gennem Østrig, hvor en 5 km lang kanal leder floden ud i Bodensøen.

## Underinddeling
Alpenrhein deles yderligere op i følgende dele: Churer Rheintal, St. Galler Rheintal, Sarganserland, Werdenberg, Rheintal, som hører til den schweiziske og luxembourgske del, samt Vorarlberger Rheintal.

## Regulering
Rhinen blev i årene 1900 til 1920 kraftigt reguleret, så den fik det udseende og forløb, den har i dag. Klimaforandringer øger frygten for, at reguleringen ikke har været omfattende nok, og derfor arbejdes der løbende med nye måder at inddæmme de ødelæggende konsekvenser for en 100-års begivenhed (højvande). For nuværende har mundingsdeltaet ved Bodensøen en normalvandsdæmning, så der kan løbe 1285 m³/s vand igennem uden problemer. Bagved er der et dæmningssystem, som kan klare op til 3100 m³/s, men det inkluderer også Dornbirner Ach-udmundingen. Derfor skal dette dæmningssystem udbygges til 4300 m³/s.

## Vorarlberger Rheintal
Er et af Europas tættest befolkede områder, og her bor næsten halvdelen af hele delstaten Vorarlbergs befolkning, omkring 180.000 mennesker. Det inkluderer byerne Bregenz og Dornbirn.

## Erhverv
Rhinen præger hele området i grænselandet Schweiz, Liechtenstein og Østrig. Transporten fra den øvre del af Rhinen blev dog hæmmet af reguleringen i starten af det 20. århundrede. Tekstilindustrien prægede engang hele Alpenrheintal, men i dag er det fortrinsvis metalforarbejdende industri, højteknologisk industri, samt byggeindustri, som præger området. Turismen, som i naboområderne Bregenzerwald og Appenzellerland er stærkt repræsenterede, spiller ikke en så vigtig rolle.
Området er præget af en synergi, hvor Schweiz nyder godt af arbejdskraft fra Vorarlberg/Østrig på grund af et højere lønniveau, mens Vorarlberg nyder godt af, at Schweizere kan gå på indkøb til de forholdsvis lavere priser der findes i Østrig.

## Esterne henvisninger
Rheinregulierung (på tysk) Arkiveret 3. december 2013 hos  Wayback Machine